# Turnul Ostankino

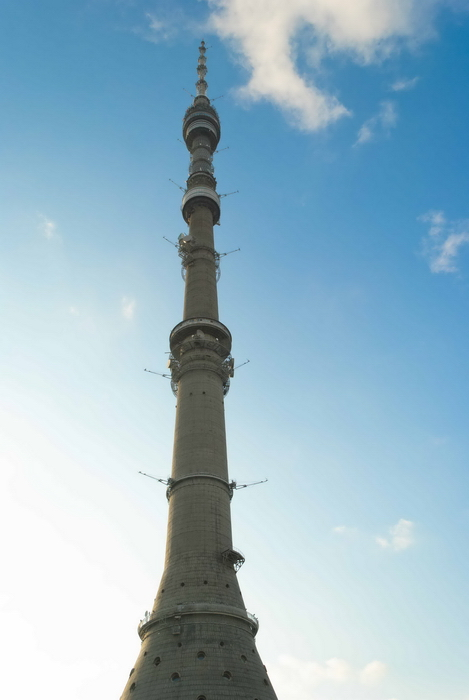
Turnul Ostankino

Turnul de Radio și Televiziune „Ostankino”, situat în Moscova, are o înălțime de 540 metri și a fost conceput de Nikolai Nikitin.
Face parte din Federația Celor Mai Mari Turnuri din Lume și este la ora actuală pe locul 11 în topul celor mai înalte construcții mondiale. 
De acolo se difuzează 15 canale de televiziune, 14 programe de radio și se retransmit terestru câteva canale tv de pe satelit.
Construcția turnului a început în 1963 și a fost terminată în 1967. Turnul a păstrat titlul de cea mai înaltă clădire timp de 10 ani până la construcția CN Tower din Toronto în 1976. 
În 2003 o nouă antenă ar fi trebuit să fie pusă pe turn, înăltându-l până la 577 de metri. Dar în final s-a renunțat.
Pe 29 august 2000, turnul a luat foc perturbând astfel recepția radio-tv a peste 18 milioane de locuitori ai regiunii moscovite. 3 persoane au fost ucise în incendiu. 
Focul a izbucnit la înălțimea de 98 de metri deasupra platformei belvedere a restaurantului, din cauza echipamentelor electronice vechi instalate în anii '60 și a întreținerii precare a clădirii. 
Conform presei ruse, evacuarea tuturor turiștilor și a personalului a fost făcută în 90 de minute după izbucnirea incendiului. 
Câteva cifre cheie:
• Înăltime: 540 m 
• Masă: 51 400 t 
• 45 niveluri
• Trepte până la vârf: 1706